# Clube Desportivo de Paço de Arcos
El Clube Desportivo de Paço de Arcos es un club de hockey sobre patines de la ciudad portuguesa de Paço de Arcos. 

## Historia
El club fue fundado el 21 de agosto de 1944. En la actualidad el equipo disputa la 1ª división del Campeonato de Portugal de hockey sobre patines.
Su época dorada a nivel nacional fue la década de 1940, en la cual logró ganar 6 campeonatos de liga (5 de ellos consecutivos, entre 1944 y 1948). En la década siguiente se proclamó campeón en las temporadas 1952–53 y 1954–55.
En el año 2000 se corona campeón de la Copa de la CERS al derrotar al CP Voltregà en la final. Con anterioridad, había perdido la final de 1988 ante el Amatori Vercelli italiano y la de 1998 contra el CE Noia.

## Palmarés
- 8 Ligas de Portugal: 1941–42, 1943–44, 1944–45, 1945–46, 1946–47, 1947–48, 1952–53, 1954–55
- 1 Copa de la CERS: 2000